# Forte de Nossa Senhora da Guia (Horta)

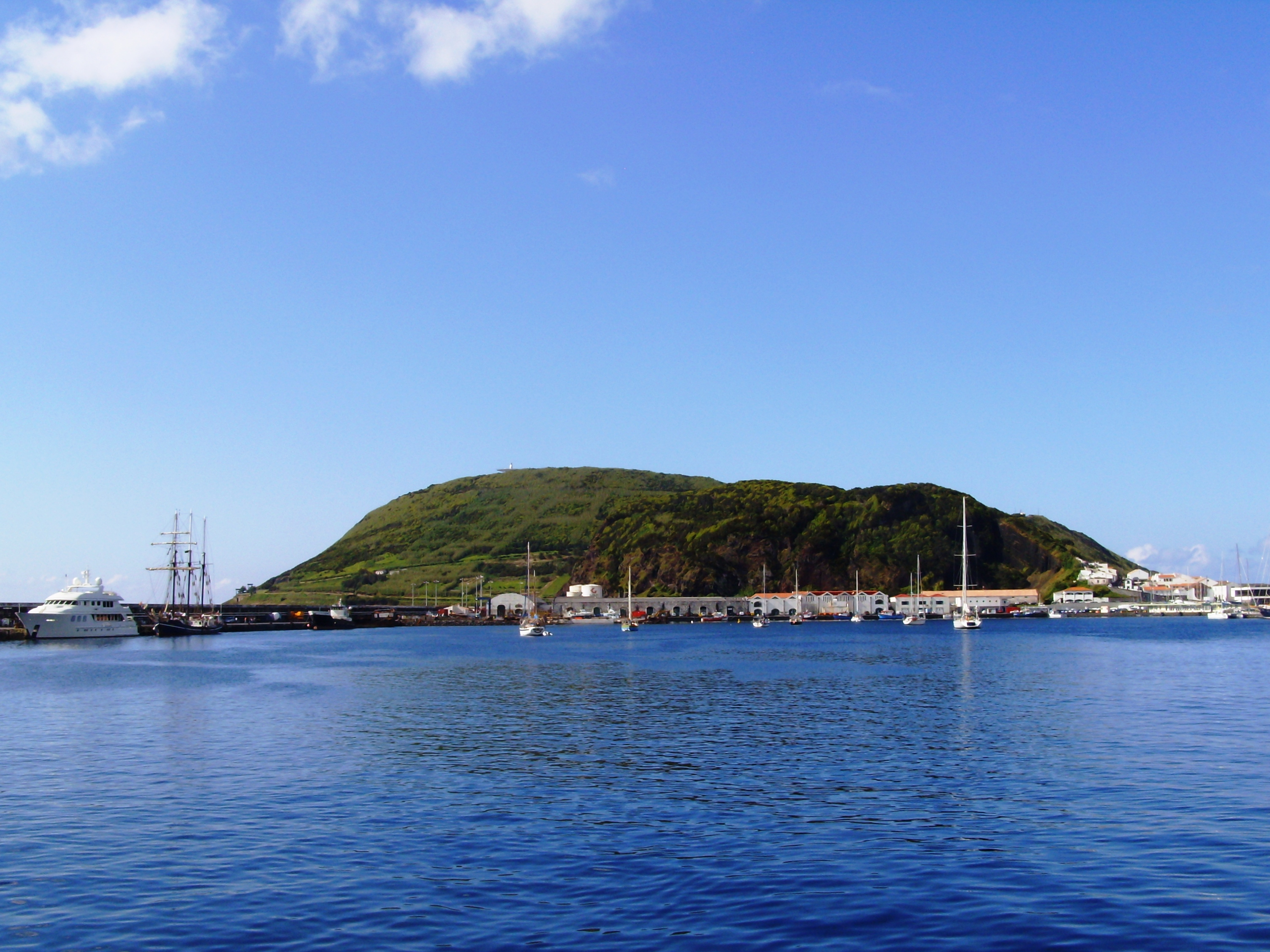
Monte da Guia, Horta: vista a partir da baía da Horta.

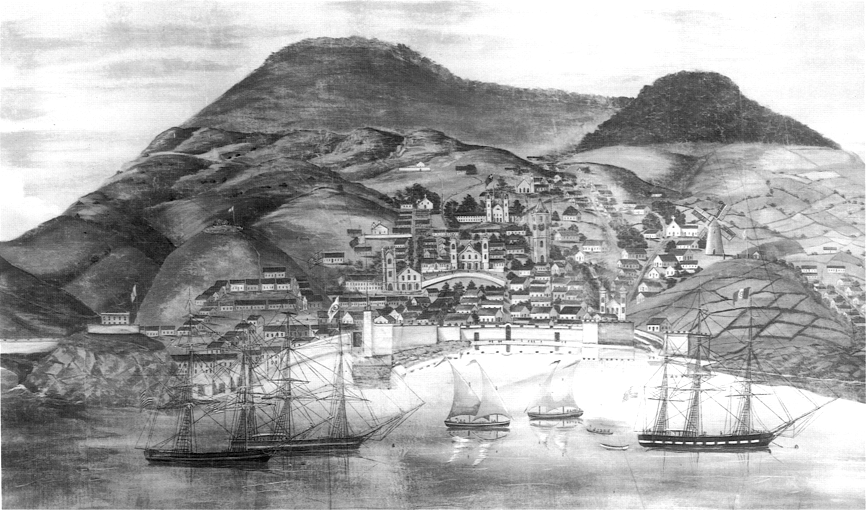
Baía da Horta, Russel & Purrington, c. 1848: observe-se o sistema defensivo e o forte no alto do monte da Guia, à esquerda.

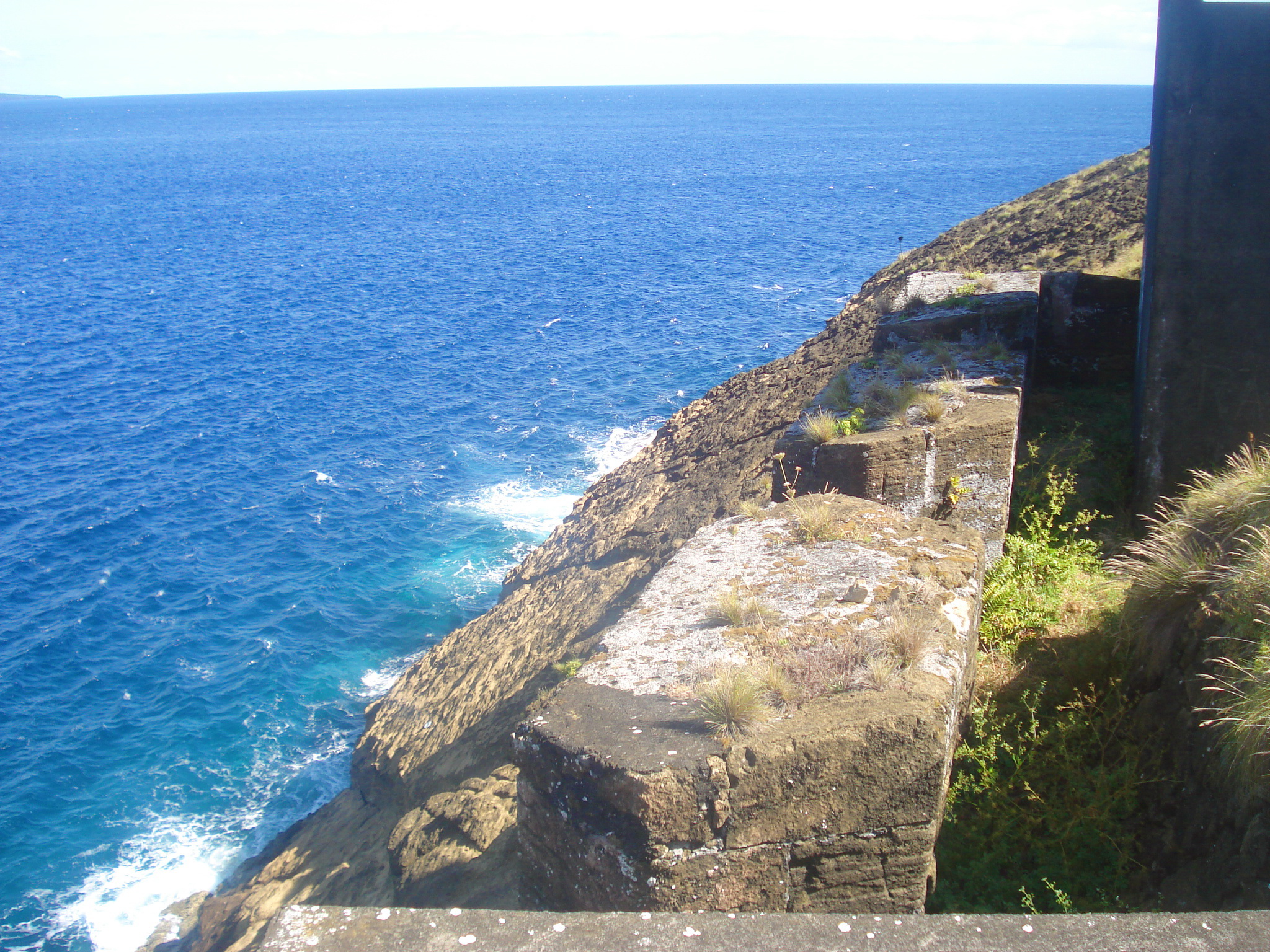
Forte de N. Sra. da Guia, Horta.

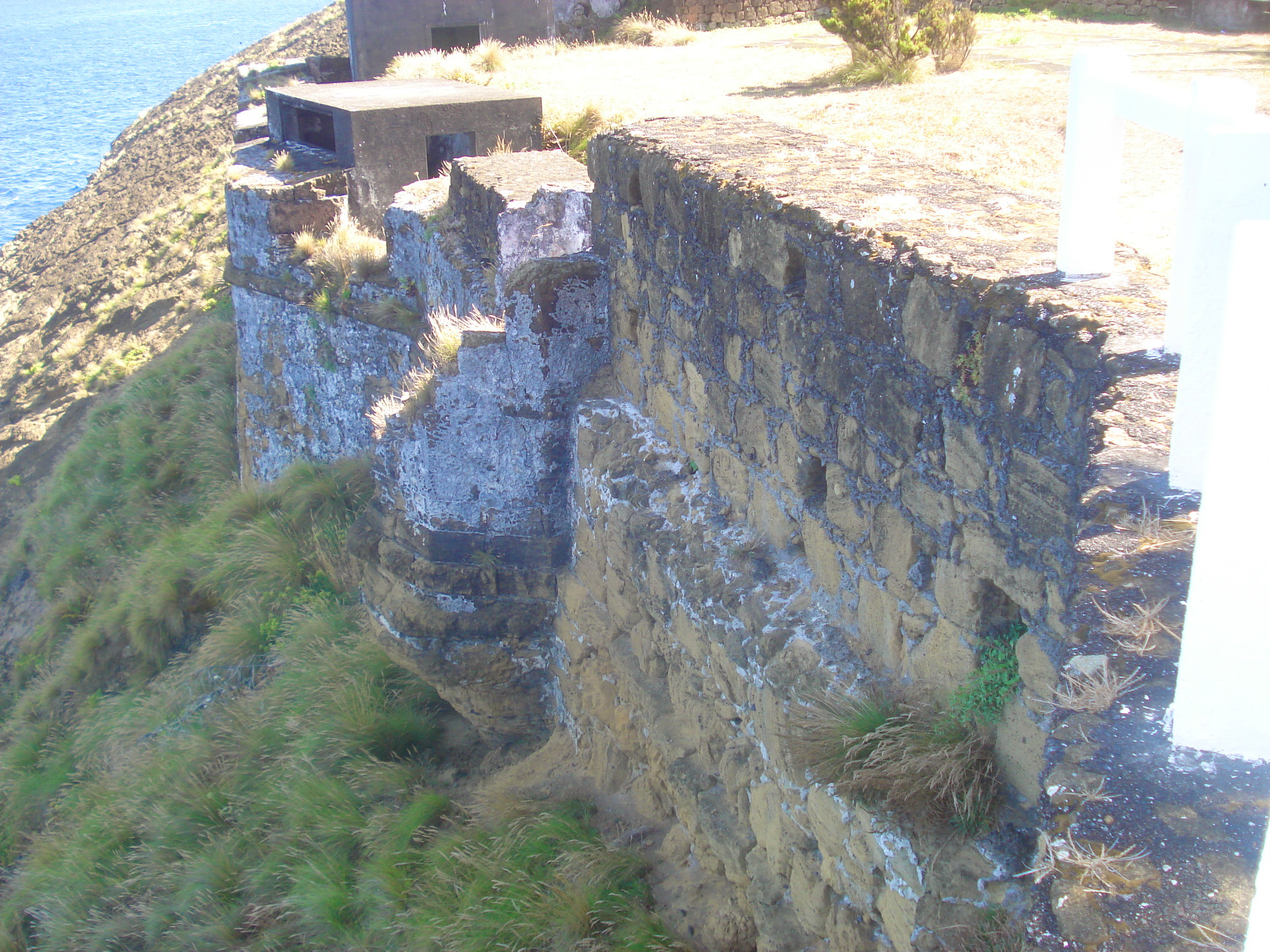
Forte de N. Sra. da Guia, Horta.

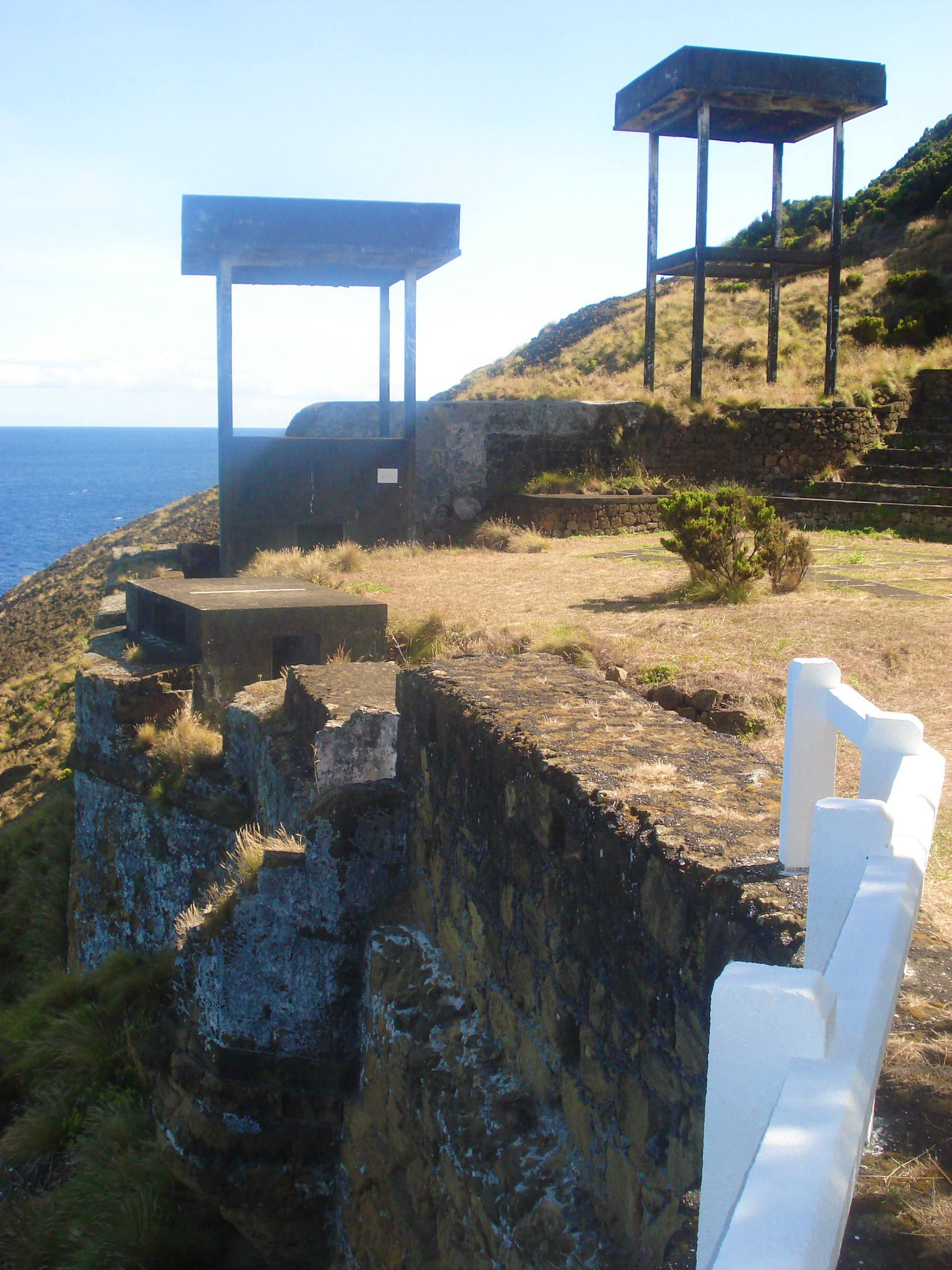
Forte de N. Sra. da Guia: plataformas para radar.

O Forte de Nossa Senhora da Guia, oficialmente denominado como Prédio Militar nº 004/Horta, também referido como Forte da Guia, Forte da Greta ou Castelo da Greta, localiza-se na ponta da Greta, freguesia das Angústias, na cidade e concelho da Horta, na ilha do Faial, nos Açores.
Erguido na escarpa do Monte da Guia, em posição dominante sobre a baía da Horta, integrava o sistema defensivo da ilha contra os ataques de piratas e corsários, outrora frequentes nesta região do oceano Atlântico. Atualmente está inserido na área da Paisagem Protegida do Monte da Guia.

## História
Ainda não consta do "Projecto da fortificação da Horta" enviado pelo capitão espanhol Francisco de La Rua ao conde de Portalegre, por pedido de Alonso de Ávila em 1597, atualmente no Arquivo Geral de Simancas.
No contexto da Guerra da Restauração da independência portuguesa (1640-1668), a sua construção foi iniciada em 1666. Era complementada com muralhas no Monte da Guia, cujos remanescentes ainda podem ser vistos em nossos dias.
No contexto da Guerra da Sucessão Espanhola (1702-1714) encontra-se referido como "O Forte de N. Senhora da Guia na ponta da Greta." na relação "Fortificações nos Açores existentes em 1710".
Dele existe alçado e planta de autoria do sargento-mor do Real Corpo de Engenheiros, José Rodrigo de Almeida, com data de 1804.
SOUSA (1995), em 1822, ao descrever o porto da Horta refere: "(...) e [a ponta] da Guia a sudoeste, com boa fortaleza; (...).".
A "Relação" do marechal de campo Barão de Bastos em 1862 informa que "As muralhas e parapeitos tem algumas ruinas" e observa, com relação às estruturas da ilha:
"Devem ser conservados, por que defendem o porto da cidade da Horta, dando-lhe a conveniente importancia, mas seria util fazer-lhes as reparações de que carecem, e artilha-los convenientemente; pois quazi toda a artilharia e reparos se achão incapazes de serviço."
Em meados do século XX, com a abertura da estrada do Monte da Guia, partes da antiga edificação foram demolidas. Os remanescentes encontram-se atualmente em ruínas.
Na década de 1950, nas suas proximidades, foram construídas duas plataformas elevadas destinadas à instalação de radares de vigilância marítima, hoje desativadas
Inscreve-se na Paisagem Protegida do Monte da Guia pelo Decreto Regional n.º 1/80/A, de 31 de janeiro. Encontra-se classificado como Imóvel de Interesse Público pelo Decreto Regulamentar Regional n.º 13/84/A, de 31 de Março e n.º 4 do artigo 58.º do Decreto Legislativo Regional n.º 29/2004/A, de 24 de Agosto de 1984.
Em 2002, juntamente com a Bateria de Costa da Espalamaca, integrou a lista de património do Estado colocado à venda, ao abrigo da política de captação de receitas da então Ministra das Finanças, Manuela Ferreira Leite. Contra esse fato, o então Ministro da República para os Açores, Alberto Sampaio da Nóvoa, declarou à imprensa a intenção de diligenciar junto aos Ministérios da Defesa e das Finanças (de onde depende a Direcção-Geral do Tesouro) para que aquelas antigas instalações militares não chegassem a ir a hasta pública. O Forte da Espalamaca tinha como base mínima de licitação, à época, 110 mil euros e ia a hasta pública no dia 22 de outubro, enquanto o da Forte da Guia tinha como base 25 mil euros e deveria ir à Praça no dia 17 do mesmo mês e ano. Para Nóvoa, as duas fortificações encontravam-se em muito bom estado de conservação, possuíam valor patrimonial e deveriam ser alvo de uma negociação entre o Estado, o Governo Regional e a Câmara Municipal da Horta, para que se lhes desse um destino adequado. Ainda no seu entendimento, o Forte da Espalamaca deveria tornar-se uma extensão do Museu Militar e teria sido essa a intenção manifestada pelo anterior Ministro da Defesa de António Guterres, Júlio Castro Caldas, quando se deslocou ao Faial em 2000. A Câmara da Horta também teria pretendido adquirir aquele espaço, embora tenha considerado muito elevada a mesma base de licitação de 110 mil euros então proposta.
Atualmente encontra-se disponibilizado para rentabilização no âmbito das Lei de Programação de Infra-Estruturas Militares, de 11 de julho de 2008.

## Características
Apresenta planta no formato de um polígono retangular irregular, em alvenaria de pedra, onde se abrem doze canhoneiras em linha, voltadas para o mar. Na extremidade leste erguia-se uma edificação com dois compartimentos.